# Хейг, Мэтт
Мэтт Хейг (род. 3 июля 1975, Шеффилд, Йоркшир и Хамбер) — британский писатель и журналист. Многие из его книг посвящены природе человека и семьи.

## Биография
Хейг родился в 1975 году в Шеффилде. Изучал английский язык и историю в университете Халла.
После окончания университета управлял ночным клубом на Ибице вместе со своей тогдашней партнершей, а ныне женой Андреа Семпл, также писательницей. Именно здесь в 1999 году у писателя произошел срыв, после которого ему был поставлен диагноз клинической депрессии. Он написал о своём опыте борьбы с болезнью и возвращении к жизни в книге Reasons to Stay Alive, опубликованной в 2015 году. Книга стала его самым большим коммерческим успехом на сегодняшний день и была высоко оценена критиками и экспертами. С другой стороны, его обвиняли в том, что он выставляет себя «гуру психического здоровья» и тривиализирует болезнь, представляя простые решения.
В интервью 2015 года он назвал себя атеистом, но считает важным, чтобы было во что верить. Своей истинной верой он считает книги, а своей церковью — библиотеку. Самыми важными книгами в своей жизни он называет авторов из области детской и юношеской литературы: А. А. Милна, Сьюзан Э. Хинтон и Грэма Грина.
Живёт с семьей в Брайтоне на юге Англии.
Его романы часто представляют собой мрачные и тонкие интерпретации семейной жизни. Роман The Last Family in England — это пересказ шекспировского «Генриха IV», в котором главными героями являются собаки.
Его второй роман, «Клуб мёртвых отцов» (2006), основан на пьесе «Гамлет» и рассказывает историю 11-летнего мальчика-интроверта, который пытается смириться с внезапной смертью отца и появлением его призрака.
Его третий роман для взрослых, «Собственность мистера Кейва», рассказывает об одержимом отце, отчаянно пытающемся защитить свою дочь-подростка.
В 2013 году он опубликовал свой самый успешный на сегодняшний день роман «Трудно быть человеком». В романе рассказывается об инопланетянине, принявшем облик гениального профессора математики, которого убили его работодатели, чтобы уничтожить следы его работы и убить всех, кто был в курсе. Это делается для того, чтобы спасти будущее Вселенной и своего вида, поскольку профессор из Кембриджа доказал гипотезу Римана — одну из так называемых проблем тысячелетия. Согласно сюжету романа, это доказательство повлечёт за собой огромный скачок в технологическом развитии человечества, к которому оно не готово и с которым оно не сможет адекватно справиться. Поэтому, пока инопланетянин сначала устраняет все технические следы опасного прогресса, а затем переключает свое внимание на людей, у него возникают неожиданные чувства к жене профессора и сыну-подростку, а также он делает ряд увлекательных наблюдений об этом «виде посредственного интеллекта» из особенно одинокого уголка Вселенной. Он не может выполнить задание и решает отказаться от привилегий своего высокоразвитого и бессмертного народа в пользу человеческого существования на Земле. Роман был номинирован на Гран-при премии Imaginaire. Газета Hamburger Morgenpost назвала роман «забавным, философским и романтичным», Sunday Times написала: «Очень оригинальный роман Хейга о любви, тоске и арахисовом масле — забавный, умный и очень, очень милый». Daily Mail назвала его «романом с очень большим сердцем».
В 2017 году Хейг опубликовал роман «Как остановить время» — историю о 40-летнем человеке, который на самом деле прожил на Земле более 400 лет и за это время встречался с Уильямом Шекспиром, капитаном Джеймсом Куком и Ф. Скоттом Фицджеральдом. В интервью The Guardian Хейг рассказал, что Studiocanal приобрел права на экранизацию книги и что на роль главного героя рассматривается Бенедикт Камбербэтч. Книга была номинирована на премию Books Are My Bag Readers' Awards в 2017 году.
За роман «Полуночная библиотека» (2021) он получил от издателя аванс в размере 600 000 фунтов стерлингов. В этом романе главная героиня Нора переживает личный кризис и решает покончить с собой. Прежде чем это происходит, она попадает в библиотеку, где каждая книга содержит отдельную историю жизни. Теперь у неё есть возможность увидеть, как сложилась бы её жизнь, если бы она приняла другое решение, например, она может представить свою жизнь в качестве успешного музыканта, гляциолога или философа и таким образом решить, какая жизнь была бы для неё лучшей. Роман затрагивает типичную для автора тему депрессии, а также бессмысленности сожалений о принятых ранее решениях. По ходу романа главная героиня осознаёт, что якобы правильные решения часто приводили к ещё большим несчастьям. Литературные критики назвали роман лёгким чтением на ночь и особенно отметили изображение библиотеки как фактического и магического места. Одной из причин огромного успеха книги считалось изображение безграничных возможностей в то время, которое сейчас воспринимается как очень неопределённое. Согласно другим отзывам, книга вполне может привести к изменению отношения читателя к жизни. Она является хорошим введением в жанр спекулятивной фантастики и отличается простым стилем и сюжетом. Книга имела большой международный успех, на родине автора было продано более миллиона экземпляров, и заняла первое место в списке бестселлеров The New York Times за 6 февраля 2022 года, продержавшись в нём до этого 58 недель и, таким образом, весь 2021 год. Книга также пробыла в общей сложности 37 недель в списке бестселлеров Der Spiegel в Германии в 2021 году.
В 2024 году был опубликован роман «Невозможная жизнь», «причудливая смесь научной фантастики, советов, Харуки Мураками и Розамунды Пилчер».

### Романы
- «Последнее семейство в Англии» (Jonathan Cape, 2004, на русском языке — «Лайвбук», 2020);
- «Клуб призрачных отцов» (Cape, 2006, на русском языке — «Лайвбук», 2021)
- «Собственность мистера Кейва», 2020 (The Bodley Head, 2008, на русском языке — «Лайвбук», 2020)
- «Эти странные Рэдли» (Canongate Books, 2010, на русском языке — «Лайвбук», 2025)
- The Humans (Canongate Books, 2013)
- How to Stop Time (Canongate Books, 2017)
- «Полночная библиотека» (Canongate Books, 2020, на русском языке — «Лайвбук», 2021)
- Tales of Connection (Van Ditmar 2021), подборка рассказов
- «Невозможная жизнь» (Canongate Books, 2024)